# Jon Sobrino
Jon Sobrino S.J. (Barcelona, 27 de diciembre de 1938) es un teólogo jesuita español.

## Biografía
Jon Sobrino nació en Barcelona durante la Guerra Civil en una familia de origen vasco. Ingresó en la Compañía de Jesús a los 18 años de edad. Poco después viajó a El Salvador en 1957. Más tarde cursó estudios de ingeniería en la universidad jesuita de San Luis, en los Estados Unidos. Volvió a El Salvador como profesor universitario de teología en la Universidad Centroamericana "José Simeón Cañas", la cual ayudó a fundar. Se doctoró en teología en 1975 en la Facultad de Filosofía y Teología Sankt Georgen en Fráncfort del Meno, Alemania, con la tesis Significado de la cruz y resurrección de Jesús en las cristologías sistemáticas de Pannerberg y Moltmann. Fue estrecho colaborador del arzobispo de San Salvador Óscar Romero, asesinado en 1980.
El 16 de noviembre de 1989, por encontrarse en Tailandia dictando una conferencia, Jon Sobrino escapó de ser asesinado en la masacre de la UCA, perpetrada por agentes del Estado salvadoreño, en la cual seis de sus compañeros jesuitas (Ignacio Ellacuría, Segundo Montes, Juan Ramón Moreno, Ignacio Martín Baró, Amando López, y Joaquín López y López) y una mujer (Elba Ramos ) y su hija menor de edad (Celina) murieron asesinados.
Prolífico autor, ha desarrollado su contribución en la cristología, eclesiología y espiritualidad de la liberación.
En 26 de noviembre de 2006, la Congregación para la Doctrina de la Fe emitió una notificación aprobada por el Papa Benedicto XVI con el propósito de "llamar la atención acerca de ciertas proposiciones que no están en conformidad con la doctrina de la Iglesia presentes en las obras del P. Jon Sobrino. Tales proposiciones se refieren a cuestiones metodológicas y cristológicas. Sus obras cuestionadas son: Jesucristo liberador: lectura histórico-teológica de Jesús de Nazaret y La fe en Jesucristo: ensayo desde las víctimas. Básicamente la Congregación para la Doctrina de la Fe acusa a Jon Sobrino de falsear la figura del Jesús histórico al subrayar en demasía la humanidad de Cristo, ocultando su divinidad.
El 11 de marzo de 2007 el arzobispo de San Salvador, Fernando Sáenz dio a conocer la sanción de la Congregación para la Doctrina de la Fe, contra Sobrino, la cual implica la prohibición de enseñar en instituciones católicas -Sobrino es profesor de la Universidad Centroamericana de El Salvador- y el retiro del nihil obstat (visto bueno eclesial) a sus obras. Consecuentemente con la resolución de la Congregación de la Fe, las autoridades eclesiásticas quedarían habilitadas para sancionar a Jon Sobrino con la prohibición de dar clases en centros eclesiales o de publicar libros sin permiso previo de la autoridad eclesiástica.
El 10 de diciembre de 2009 fue nombrado doctor honoris causa de la Universidad de Deusto (Bilbao, España)
Varias veces, durante cinco años, la comunicadora Charo Mármol Martínez entrevistó a Sobrino sobre los principales aspectos de su vida y pensamiento, trabajo del cual resultó en 2018 la publicación del libro Conversaciones con Jon Sobrino.
En octubre de 2018, con ocasión de la canonización de monseñor Romero, el papa Francisco agradeció a Jon Sobrino por su testimonio.

## Obras
- Iglesia de los pobres y organizaciones populares, 1979.
- Oscar Romero: profeta y mártir de la liberación, 1981.
- Resurrección de la verdadera Iglesia. Los pobres, lugar teológico de la eclesiología, 1984.
- Jesús en América Latina. Su significado para la fe y la cristología, 1985.
- Religiones orientales y liberación 1988.
- Liberación con espíritu. Apuntes para una nueva espiritualidad, 1985. (Geist, der befreit: Anstösse zu einer neuen Spiritualität, 1989).
- Compañeros de Jesús. El asesinato-martirio de los jesuitas salvadoreños, 1989.
- Sterben muss, wer an Götzen rührt: das Zeugnis der ermordeten Jesuiten in San Salvador: Fakten und Überlegungen, 1990.
- Monseñor Romero, 1990.
- Monseñor Oscar A. Romero: un obispo con su pueblo, 1991.
- Jesucristo liberador. Lectura histórico-teológica de Jesús de Nazaret, 1991.
- Santo Domingo 1992. IV. Generalversammlung der Lateinamerikanischen Bischofskonferenzen. Werden - Verlauf - Wertung, 1993.
- Befreiungstheologie als intellectus amoris (con Martin Maier), 1994.
- Mysterium Liberationis. Grundbegriffe der Theologie der Befreiung (con Ignacio Ellacuría), 1995/1996.
- Qué queda de la Teología de la Liberación?, 1997.
- La Iglesia samaritana y el Principio-Misericordia, 1998.
- La fe en Jesucristo: ensayo desde las víctimas, 1999.
- Terremoto, terrorismo, barbarie y utopía:El Salvador, Nueva York y Afganistán,2002.
- El imperio y Dios:a propósito de Irak, en PAGINAS, Vol.29,N°187 pg 48-64.2004.
- Carta a Monseñor Romero:el imperio, la campaña electoral, el 11-M y el 11-D, en PAGINAS, Vol.29 N°1862004.
- Carta a Ignacio Ellacuría:el padre Arrupe.Un empujón de humanización, en PAGINAS, Vol 32,N°208,2007.